# Interstate 96
Interstate 96 (I-96) é uma rodovia interestadual leste-oeste que se estende por aproximadamente 309 km (192 milhas) inteiramente dentro da Península Inferior do estado americano de Michigan. O terminal oeste fica em um entroncamento com a US Highway 31 (US 31) e a Business US 31 (Bus. US 31) no limite leste de Norton Shores, a sudeste de Muskegon, e o terminal leste fica na I-75, perto da Ponte Ambassador, em Detroit. De Grand Rapids, passando por Lansing, até Detroit, a rodovia é paralela à Grand River Avenue, nunca se afastando mais do que alguns quilômetros da desativada US 16. A seção do Condado de Wayne da I-96 é chamada de Jeffries Freeway de seu terminal leste até a junção com a I-275 e a M-14. Embora os mapas ainda se refiram à rodovia como Jeffries, a parte dentro da cidade de Detroit foi renomeada pela legislatura estadual como Rosa Parks Memorial Highway em dezembro de 2005, em homenagem à falecida pioneira dos direitos civis. Há quatro interestaduais auxiliares, bem como duas rotas comerciais atuais e quatro antigas associadas à I-96.
A Grand River Avenue originou-se como uma trilha indígena antes da criação do estado do Michigan. Posteriormente, foi usada como estrada para carroças em todo o estado. A estrada foi incluída no Sistema Rodoviário Estadual Trunkline em 1919 como M-16 e, posteriormente, no Sistema Rodoviário Numerado dos Estados Unidos como US 16. A construção de uma rodovia ao longo do corredor foi proposta na década de 1940 e incluída como parte do Sistema de Rodovias Interestaduais em meados da década de 1950. Essa construção foi iniciada em 1956 e inicialmente concluída em todo o estado até Detroit em 1962. A rota proposta para a Jeffries Freeway em Detroit foi mudada na década de 1960; ela foi construída na década de 1970. A I-96 foi concluída em 21 de novembro de 1977, na região de Detroit, fechando a última lacuna ao longo da rota. Desde então, outros trevos e pistas foram acrescentados em alguns lugares para acomodar as necessidades do tráfego.